# Liste der Stadtbezirke und Stadtteile von Essen

Karte der Essener Stadtteile und Stadtbezirke

Die Liste der Stadtbezirke und Stadtteile von Essen zeigt eine komplette Auflistung der 50 Stadtteile und neun Stadtbezirke von Essen, deren jeweilige Fläche, Bevölkerung und wann das Gebiet in die Stadt Essen eingemeindet wurde.
Zwei Stadtteile, Altenessen und Überruhr, werden landläufig nicht getrennt genannt. Altenessen ist politisch aufgeteilt in Altenessen-Nord und Altenessen-Süd, da der Stadtteil zu den bevölkerungsreichsten Stadtteilen in Essen zählt. Beide Stadtteile zusammen wären vor Frohnhausen und Rüttenscheid der bevölkerungsreichste und nach Kettwig der flächenmäßig größte Stadtteil. Überruhr besteht historisch aus den beiden Siedlungen Holthausen im Süden und Hinsel im Norden, im 19. Jahrhundert noch „Oberruhr“ genannt. Die Stadtteile werden durch ein Tal getrennt, in dem die Marie-Juchacz-Straße verläuft.
Die Stadtteile sind historisch gewachsen. Die Bezirke und Stadtteile wurden nach Möglichkeit so zugeschnitten, dass sie vergleichbar in Bevölkerung und Fläche sind. Die ursprüngliche Stadt Essen vor dem Jahr 1900 bestand aus den sechs heutigen Stadtteilen, die in der Tabelle als erste genannt sind, weswegen sich diese auch ein Wappen teilen. Die Ähnlichkeit der Wappen der Stadtteile Altendorf, Frohnhausen und Holsterhausen ist dadurch zu erklären, dass sie im 13. Jahrhundert zusammen als Dreibauerschaftsquartier bezeichnet wurden.
| Stadtbezirk                       | Fläche    | Einwohner (30. Sep. 2022) | Einwohner pro km² (30. Sep. 2022) | Stadtteil Nummer (Wappen) | Stadtteil           | Eingemeindet | Fläche im Stadtteil | Einwohner im Stadtteil (30. Sep. 2022) | Einwohner pro km² im Stadtteil (30. Sep. 2022) |
| --------------------------------- | --------- | ------------------------- | --------------------------------- | ------------------------- | ------------------- | ------------ | ------------------- | -------------------------------------- | ---------------------------------------------- |
| I Stadtmitte / Frillendorf        | 15,6 km²  | 69.187                    | 4.435                             | 01                        | Stadtkern           |              | 0,94 km²            | 4.270                                  | 4.543                                          |
| I Stadtmitte / Frillendorf        | 15,6 km²  | 69.187                    | 4.435                             | 02                        | Ostviertel          |              | 1,88 km²            | 7.210                                  | 3.835                                          |
| I Stadtmitte / Frillendorf        | 15,6 km²  | 69.187                    | 4.435                             | 03                        | Nordviertel         |              | 2,86 km²            | 8.540                                  | 2.986                                          |
| I Stadtmitte / Frillendorf        | 15,6 km²  | 69.187                    | 4.435                             | 04                        | Westviertel         |              | 2,29 km²            | 3.065                                  | 1.338                                          |
| I Stadtmitte / Frillendorf        | 15,6 km²  | 69.187                    | 4.435                             | 05                        | Südviertel          |              | 1,61 km²            | 12.109                                 | 7.521                                          |
| I Stadtmitte / Frillendorf        | 15,6 km²  | 69.187                    | 4.435                             | 06                        | Südostviertel       |              | 0,97 km²            | 12.957                                 | 13.358                                         |
| I Stadtmitte / Frillendorf        | 15,6 km²  | 69.187                    | 4.435                             | 11                        | Huttrop             | 1908         | 2,73 km²            | 15.297                                 | 5.603                                          |
| I Stadtmitte / Frillendorf        | 15,6 km²  | 69.187                    | 4.435                             | 36                        | Frillendorf         | 1929         | 2,32 km²            | 5.739                                  | 2.474                                          |
| II Rüttenscheid / Bergerhausen    | 13,48 km² | 54.882                    | 4.071                             | 10                        | Rüttenscheid        | 1905         | 4,53 km²            | 30.099                                 | 6.644                                          |
| II Rüttenscheid / Bergerhausen    | 13,48 km² | 54.882                    | 4.071                             | 12                        | Rellinghausen       | 1910         | 1,40 km²            | 3.519                                  | 2.514                                          |
| II Rüttenscheid / Bergerhausen    | 13,48 km² | 54.882                    | 4.071                             | 13                        | Bergerhausen        | 1929         | 3,34 km²            | 11.523                                 | 3.450                                          |
| II Rüttenscheid / Bergerhausen    | 13,48 km² | 54.882                    | 4.071                             | 14                        | Stadtwald           | 1910         | 4,14 km²            | 9.741                                  | 2.353                                          |
| III Essen-West                    | 16,41 km² | 99.370                    | 6.055                             | 07                        | Altendorf           | 1901         | 2,49 km²            | 23.094                                 | 9.275                                          |
| III Essen-West                    | 16,41 km² | 99.370                    | 6.055                             | 08                        | Frohnhausen         | 1901         | 3,62 km²            | 32.612                                 | 9.009                                          |
| III Essen-West                    | 16,41 km² | 99.370                    | 6.055                             | 09                        | Holsterhausen       | 1901         | 2,98 km²            | 26.210                                 | 8.795                                          |
| III Essen-West                    | 16,41 km² | 99.370                    | 6.055                             | 15                        | Fulerum             | 1910         | 1,57 km²            | 3.300                                  | 2.102                                          |
| III Essen-West                    | 16,41 km² | 99.370                    | 6.055                             | 28                        | Haarzopf            | 1915         | 4,27 km²            | 6.939                                  | 1.625                                          |
| III Essen-West                    | 16,41 km² | 99.370                    | 6.055                             | 41                        | Margarethenhöhe     | 1905         | 1,48 km²            | 7.215                                  | 4.875                                          |
| IV Borbeck                        | 24,67 km² | 83.089                    | 3.368                             | 16                        | Schönebeck          | 1915         | 3,31 km²            | 9.779                                  | 2.954                                          |
| IV Borbeck                        | 24,67 km² | 83.089                    | 3.368                             | 17                        | Bedingrade          | 1915         | 2,93 km²            | 11.933                                 | 4.073                                          |
| IV Borbeck                        | 24,67 km² | 83.089                    | 3.368                             | 18                        | Frintrop            | 1915         | 1,96 km²            | 8.492                                  | 4.333                                          |
| IV Borbeck                        | 24,67 km² | 83.089                    | 3.368                             | 19                        | Dellwig             | 1915         | 3,62 km²            | 9.124                                  | 2.520                                          |
| IV Borbeck                        | 24,67 km² | 83.089                    | 3.368                             | 20                        | Gerschede           | 1915         | 1,51 km²            | 7.749                                  | 4.813                                          |
| IV Borbeck                        | 24,67 km² | 83.089                    | 3.368                             | 21                        | Borbeck-Mitte       | 1915         | 3,19 km²            | 13.770                                 | 4.317                                          |
| IV Borbeck                        | 24,67 km² | 83.089                    | 3.368                             | 22                        | Bochold             | 1915         | 3,19 km²            | 17.919                                 | 5.617                                          |
| IV Borbeck                        | 24,67 km² | 83.089                    | 3.368                             | 23                        | Bergeborbeck        | 1915         | 4,96 km²            | 4.323                                  | 872                                            |
| V Altenessen / Karnap / Vogelheim | 18,34 km² | 58.134                    | 3.170                             | 24                        | Altenessen-Nord     | 1915         | 5,3 km²             | 16.994                                 | 3.206                                          |
| V Altenessen / Karnap / Vogelheim | 18,34 km² | 58.134                    | 3.170                             | 25                        | Altenessen-Süd      | 1915         | 5,9 km²             | 27.077                                 | 4.589                                          |
| V Altenessen / Karnap / Vogelheim | 18,34 km² | 58.134                    | 3.170                             | 40                        | Karnap              | 1929         | 4,04 km²            | 8.022                                  | 1.986                                          |
| V Altenessen / Karnap / Vogelheim | 18,34 km² | 58.134                    | 3.170                             | 50                        | Vogelheim           | (1915)       | 2,9 km²             | 6.041                                  | 2.083                                          |
| VI Zollverein                     | 13,02 km² | 52.402                    | 4.025                             | 37                        | Schonnebeck         | 1929         | 2,83 km²            | 11.715                                 | 4.140                                          |
| VI Zollverein                     | 13,02 km² | 52.402                    | 4.025                             | 38                        | Stoppenberg         | 1929         | 5,37 km²            | 16.626                                 | 3.096                                          |
| VI Zollverein                     | 13,02 km² | 52.402                    | 4.025                             | 39                        | Katernberg          | 1929         | 4,82 km²            | 24.061                                 | 4.992                                          |
| VII Steele / Kray                 | 20,8 km²  | 71.301                    | 3.428                             | 34                        | Steele              | 1929         | 3,03 km²            | 16.809                                 | 5.548                                          |
| VII Steele / Kray                 | 20,8 km²  | 71.301                    | 3.428                             | 35                        | Kray                | 1929         | 6,01 km²            | 19.922                                 | 3.315                                          |
| VII Steele / Kray                 | 20,8 km²  | 71.301                    | 3.428                             | 45                        | Freisenbruch        | 1929         | 3,8 km²             | 16.414                                 | 4.319                                          |
| VII Steele / Kray                 | 20,8 km²  | 71.301                    | 3.428                             | 46                        | Horst               | 1929         | 4,17 km²            | 11.250                                 | 2.698                                          |
| VII Steele / Kray                 | 20,8 km²  | 71.301                    | 3.428                             | 47                        | Leithe              | 1929         | 3,79 km²            | 6.906                                  | 1.822                                          |
| VIII Essen-Ruhrhalbinsel          | 33,32 km² | 51.749                    | 1.553                             | 31                        | Heisingen           | 1929         | 6,84 km²            | 12.816                                 | 1.874                                          |
| VIII Essen-Ruhrhalbinsel          | 33,32 km² | 51.749                    | 1.553                             | 32                        | Kupferdreh          | 1929         | 9,34 km²            | 11.469                                 | 1.228                                          |
| VIII Essen-Ruhrhalbinsel          | 33,32 km² | 51.749                    | 1.553                             | 33                        | Byfang              | 1929         | 4,12 km²            | 2.013                                  | 489                                            |
| VIII Essen-Ruhrhalbinsel          | 33,32 km² | 51.749                    | 1.553                             | 43                        | Überruhr-Hinsel     | 1929         | 3,71 km²            | 7.823                                  | 2.109                                          |
| VIII Essen-Ruhrhalbinsel          | 33,32 km² | 51.749                    | 1.553                             | 44                        | Überruhr-Holthausen | 1929         | 2,91 km²            | 8.225                                  | 2.826                                          |
| VIII Essen-Ruhrhalbinsel          | 33,32 km² | 51.749                    | 1.553                             | 48                        | Burgaltendorf       | 1970         | 6,3 km²             | 9.403                                  | 1.493                                          |
| IX Werden / Kettwig / Bredeney    | 54,59 km² | 52.762                    | 967                               | 26                        | Bredeney            | 1915         | 8,76 km²            | 11.040                                 | 1.260                                          |
| IX Werden / Kettwig / Bredeney    | 54,59 km² | 52.762                    | 967                               | 27                        | Schuir              | 1915         | 6,72 km²            | 1.710                                  | 254                                            |
| IX Werden / Kettwig / Bredeney    | 54,59 km² | 52.762                    | 967                               | 29                        | Werden              | 1929         | 4,04 km²            | 9.813                                  | 2.429                                          |
| IX Werden / Kettwig / Bredeney    | 54,59 km² | 52.762                    | 967                               | 30                        | Heidhausen          | 1929         | 10,9 km²            | 6.732                                  | 618                                            |
| IX Werden / Kettwig / Bredeney    | 54,59 km² | 52.762                    | 967                               | 42                        | Fischlaken          | 1929         | 9,17 km²            | 5.177                                  | 565                                            |
| IX Werden / Kettwig / Bredeney    | 54,59 km² | 52.762                    | 967                               | 49                        | Kettwig             | 1975         | 15,00 km²           | 18.290                                 | 1.219                                          |